# Husum
Husum (North Frisian: Hüsem) là thủ phủ của Kreis (huyện) Nordfriesland bang Schleswig-Holstein, Đức.